# Brahim Asloum
Brahim Asloum (ur. 31 stycznia 1979 w Bourgoin-Jallieu) – francuski bokser pochodzący z Algierii, były zawodowy mistrz świata organizacji WBA w kategorii junior muszej (do 108 funtów), złoty medalista z igrzysk olimpijskich w Sydney.

## Kariera amatorska
W 2000 zdobył złoty medal na Igrzyskach Olimpijskich w Sydney w kategorii papierowej. Na turnieju olimpijskim pokonał kolejno Mohameda Rezkallę (12:3), Briana Vilorię (6:4), Kima Ki-suka (12:8) i Maikro Romero (13:12), a w finale Rafaela Zozano (23:10).

## Kariera zawodowa
Na zawodowstwo przeszedł w styczniu 2001. W listopadzie 2003, w swojej czternastej walce, pokonał byłego mistrza świata WBO w kategorii muszej, Jose Lopeza Bueno i zdobył tytuł zawodowego mistrza Europy. 8 listopada 2004, w walce eliminacyjnej WBA, pokonał dwukrotnego mistrza świata tej organizacji w kategorii słomkowej, Noela Arambuleta. W marcu 2005 po raz drugi pokonał Bueno (nokaut w trzeciej rundzie), a w grudniu tego samego roku przegrał na punkty pojedynek z mistrzem świata WBA, Lorenzo Parrą (Francuz w drugiej rundzie był liczony).
W 2006 stoczył dwa zwycięskie pojedynki – m.in. z Rafaelem Lozano, brązowym medalistą z igrzysk olimpijskich w Atlancie i srebrnym z Sydney (w finale tej imprezy Lozano przegrał właśnie z Asloumem).
10 marca 2007 niepowodzeniem zakończyła się dla Aslouma druga próba zdobycia tytułu mistrza świata – przegrał na punkty z mistrzem WBO, Omarem Andrésem Narváezem. 8 grudnia 2007, w swoim trzecim podejściu, udało mu się wywalczyć pas mistrzowski – pokonał na punkty mistrza WBA w kategorii junior muszej, Juana Carlosa Reveco.
Przez ponad szesnaście miesięcy Asloum nie stoczył ani jednej walki, w związku z czym federacja WBA ogłosiła go „mistrzem w zawieszeniu” (Champion in Recess). Ostatecznie 27 kwietnia 2009 stoczył pojedynek z Humberto Poolem, nokautując rywala już w trzeciej rundzie. Stawką walki nie był jednak tytuł mistrza świata WBA.
6 września 2009 roku ogłosił zakończenie kariery.